# Scrophularia fontqueri
Scrophularia fontqueri là một loài thực vật có hoa trong họ Huyền sâm. Loài này được Ortega Oliv. & Devesa miêu tả khoa học đầu tiên năm 1998.